# Líbano nos Jogos Olímpicos de Inverno de 1964
O Líbano competiu nos Jogos Olímpicos de Inverno de 1964, realizados em Innsbruck, Áustria. Nesta participação, o país não conquistou nenhuma medalha.